# Campecopea hirsuta
Campecopea hirsuta là một loài chân đều trong họ Sphaeromatidae. Loài này được Montagu miêu tả khoa học năm 1804.